# NGC 6764
NGC 6764 (również PGC 62806 lub UGC 11407) – galaktyka spiralna z poprzeczką (SBbc), znajdująca się w gwiazdozbiorze Łabędzia. Odkrył ją Lewis A. Swift 4 lipca 1885 roku. Jest to galaktyka z aktywnym jądrem typu LINER.